# Вінтджія Напалджаррі
Вінтджія Напалджаррі (народилася в період з 1923 по 1934 роки), також відома як Вінтджія Напалджаррі No. 1, — пінтупімовна австралійська художниця-аборигенка з регіону Західної Пустелі. Сестра художниці Тжанкія Напалтжаррі (Tjunkiya Napaltjarri); обидві сестри були одружені Тоба Тжакамарра (Toba Tjakamarra), від якого Вінтджія народила п'ятьох дітей.